# Journal of Geophysical Research
Journal of Geophysical Research (англ. журнал геофізичних досліджень) — рецензований науковий журнал, головний журнал Американського геофізичного союзу. Він містить оригінальні дослідження фізичних, хімічних і біологічних процесів, які сприяють розумінню Землі, Сонця та Сонячної системи. Він складається з семи розділів: A (космічна фізика), B (тверда Земля), C (океани), D (атмосфери), E (планети), F (земна поверхня) і G (біогеонауки). Усі поточні та минулі номери доступні за онлайн-підпискою.

## Історія
Спочатку журнал був заснований під назвою Terrestrial Magnetism (англ. земний магнетизм) президентом Американського геофізичного союзу Луїсом Бауером у 1896 році. У 1899 році він був перейменований на Terrestrial Magnetism and Atmospheric Electricity (англ. земний магнетизм і атмосферна електрика), а в 1948 році отримав свою нинішню назву. У 1980 році було створено три спеціалізовані секції: A: Космічна фізика, B: Тверда Земля та C: Океани. Згодом було додано наступні розділи: D: Атмосфери в 1984 році, E: Планети в 1991 році, F: Поверхня Землі в 2003 році і G: Біогеонауки в 2005 році.

## Розділи
Зараз журнал має сім розділів, які виходять окремими виданнями і присвячені наступним темам:
- A: Space Physics (англ. космічна фізика) охоплює аерономію та фізику магнітосфери, атмосфери та магнітосфери планет, міжпланетну фізику, космічні промені та фізику геліосфери.
- B: Solid Earth (англ. тверда земля) зосереджується на фізиці та хімії твердої Землі та рідкого ядра Землі, геомагнетизмі, палеомагнетизмі, морській геології та геофізиці, хімії та фізиці мінералів, гірських порід, вулканології, сейсмології, геодезії, гравітації та тектонофізиці.
- C: Oceans (англ. океани) охоплює фізичну, біологічну та хімічну океанографію.
- D: Atmospheres (атмосфери) охоплює атмосферні властивості та процеси, включаючи взаємодію атмосфери з іншими компонентами земної системи.
- E: Planets (англ. планети) охоплює геологію, геофізику, геохімію, атмосфери, біологію та динаміку планет, супутників, астероїдів, кілець, комет і метеоритів, походження планет, детектування планет. Також журнал включає дослідження Землі, коли вони стосуються зовнішніх впливів на планету або порівняння Землі з іншими планетами.
- F: Earth Surface (англ. поверхня Землі) зосереджується на фізичних, хімічних і біологічних процесах, які впливають на форму і функції твердої поверхні Землі в усіх часових і просторових масштабах, включаючи річкове, еолове і прибережне транспортування відкладів, зсуви на пагорбах, процеси в льодовиках, вивітрювання та ґрунтоутворення, поверхневі прояви вулканізму і тектонізму.
- G: Biogeosciences (англ. біогеонауки) зосереджується на взаємодії між біологією та науками про Землю.

У кожній із секцій є один або кілька редакторів, які призначаються президентом Американського геофізичного союзу на строк від трьох до чотирьох років. Кожен редактор може, у свою чергу, призначити асоційованих редакторів.

## Реферування та індексування
Журнал індексується GEOBASE, GeoRef, Scopus, PubMed, Web of Science та кількома індексами CSA. У 2010 році було опубліковано 2995 статей. Відповідно до Journal Citation Reports, імпакт-фактор журналу в 2010 році склав 3,303, що ставить його на 15-е місце серед 165 журналів у категорії «Науки про Землю, Мультидисциплінарні». Journal of Geophysical Research — Atmospheres також був 6-м найцитованішим виданням про зміну клімату між 1999 і 2009 роками.

## Відомі статті
Кілька найцитованіших статей у Journal of Geophysical Research (з понад 1000 цитувань кожна):
- Cande, S. C.; Kent, D. V. (1995). Revised calibration of the geomagnetic polarity timescale for the Late Cretaceous and Cenozoic. Journal of Geophysical Research. 100: 6093—6095. Bibcode:1995JGR...100.6093C. doi:10.1029/94JB03098.
- Brune, J. N. (1970). Tectonic stress and the spectra of seismic shear Waves from earthquakes. Journal of Geophysical Research. 75: 4997—5009. Bibcode:1970JGR....75.4997B. doi:10.1029/JB075i026p04997.
- Parsons, B.; Sclater, J. G. (1982). Analysis of variation of ocean-floor bathymetry and heat-flow with age. Journal of Geophysical Research. 82: 803—827. Bibcode:1977JGR....82..803P. doi:10.1029/JB082i005p00803.
- Minster, J. B.; Jordan, T. H. (1983). Present-day plate motions. Journal of Geophysical Research. 83: 5331—5354. Bibcode:1978JGR....83.5331M. doi:10.1029/JB083iB11p05331. {{cite journal}}: |hdl-access= вимагає |hdl= (довідка)
- Alex Guenther; C. Nicholas Hewitt; David Erickson; Ray Fall; Chris Geron; Tom Graedel; Peter Harley; Lee Klinger; Manuel Lerdau (1995). A global model of natural volatile organic compound emissions. Journal of Geophysical Research. 100: 8873—8892. Bibcode:1995JGR...100.8873G. doi:10.1029/94JD02950.
- Kennel, C. F.; Petschek, H. E. (1966). Limit on stably trapped particle fluxes. Journal of Geophysical Research. 71: 1—28. Bibcode:1966JGR....71....1K. doi:10.1029/JZ071i001p00001. {{cite journal}}: |hdl-access= вимагає |hdl= (довідка)
- Birch, F. (1952). Elasticity and constitution of the Earth interior. Journal of Geophysical Research. 57: 227—286. Bibcode:1952JGR....57..227B. doi:10.1029/JZ057i002p00227.